# Ben Sharpsteen
Benjamin Sharpsteen, conegut com Ben Sharpsteen   (Tacoma, 4 de novembre de 1895 - Calistoga, 20 de desembre de 1980), va ser un animador, director, productor i guionista estatunidenc.
Steven Watts atribueix a Ben Sharpsteen una part important en els diversos projectes d'evolució de les produccions de l'estudi durant els anys 1940 però sobretot 1950: els curtmetratges educatius, les sèries True-Life Adventures, La Ventafocs i Alícia al país de les meravelles. Per a molts, ell estava just sota Walt Disney en la jerarquia de l'estudi.

## Biografia
Ben Sharpsteen es va incorporar als estudis de Disney el 1929 com a animador, a Mickey Mouse, però sobretot a les Silly Symphonies. Va formar part d'animadors dels estudis de Nova York per Disney als anys vint i trenta, com Dick Huemer, Burton Gillett, Ted Sears, George Stallings i Bill Tytla.
A partir de 1931, Ben Sharpsteen i David Hand es van convertir en els directius dels equips d'aprenentatge principalment a les Silly Symphonies, i com a tals es van preocupar dels primers formadors dels estudis Disney, abans de la creació de classes nocturnes, impartides per Donald W. Graham el 1932. El 1934, després de la marxa de Burton Gillett, Ben Sharpsteen va ser nomenat productor de la majoria de llargmetratges, i Steven Watts li va oferir una part important en els diversos projectes de desenvolupament de les produccions de l'estudi de la dècada de 1940 i especialment de la dècada de 1950. Ben Sharpsteen influeix en les produccions de l'estudi produint curtmetratges educatius, la sèrie True-Life Adventures, Ventafocs i Alícia al país de les meravelles.
El maig de 1935, va produir el seu primer curt de la sèrie de les Silly Symphonies, The Cookie Carnival. Serà director durant quatre anys incloent una seqüència per a La Blancaneu i els set nans (1937), abans de convertir-se en director de producció de llargmetratges.
Després de dirigir alguns dels episodis de la sèrie True-Life Adventures i People and Places, va deixar els estudis de Disney el 1959.
Va morir el 20 de desembre de 1980 a Calistoga, Califòrnia, on el 1978 va fundar el museu Sharpsteen, que està dedicat als pioners de l'àrea.

## Filmografia
| Any         | Títol                                                       | Crèdits                                                   |
| ----------- | ----------------------------------------------------------- | --------------------------------------------------------- |
| 1937        | La Blancaneu i els set nans                                 | Director de seqüències                                    |
| 1940        | Pinotxo                                                     | Director supervisor                                       |
| 1940        | Fantasia                                                    | Supervisor de producció                                   |
| 1941        | Dumbo                                                       | Director supervisor                                       |
| 1947        | Fun and Fancy Free                                          | Supervisor de producció                                   |
| 1948        | Melody Time                                                 | Supervisor de producció                                   |
| 1948        | Seal Island (Curt documental)                               | Supervisor de producció                                   |
| 1949        | The Adventures of Ichabod and Mr. Toad                      | Supervisor de producció                                   |
| 1950        | La Ventafocs                                                | Supervisor de producció                                   |
| 1950        | Beaver Valley (Curt documental)                             | Supervisor de producció                                   |
| 1951        | Alícia al país de les meravelles                            | Supervisor de producció                                   |
| 1951        | Nature's Half Acre (Curt documental)                        | Supervisor de producció                                   |
| 1952        | The Olympic Elk (Curt documental)                           | Supervisor de producció                                   |
| 1952        | Water Birds (Curt documental)                               | Director                                                  |
| 1953        | Bear Country (Curt documental)                              | Productor associat                                        |
| 1953        | The Alaskan Eskimo (Curt documental)                        | Productor associat                                        |
| 1953        | Prowlers of the Everglades (Curt documental)                | Productor associat                                        |
| 1953        | The Living Desert (Documental)                              | Productor associat                                        |
| 1954        | The Vanishing Prairie (Documental)                          | Productor associat                                        |
| 1954        | Siam (Curt documental)                                      | Productor                                                 |
| 1955        | Switzerland (Curt documental)                               | Director                                                  |
| 1955        | The African Lion (Documental)                               | Productor associat                                        |
| 1955        | Men Against the Arctic (Curt documental)                    | Productor associat                                        |
| 1956        | The Blue Men of Morocco (Curt documental)                   | Productor associat                                        |
| 1956        | Secrets of Life (Documental)                                | Productor                                                 |
| 1956        | Sardinia (Curt documental)                                  | Director                                                  |
| 1956        | Samoa (Curt documental)                                     | Director                                                  |
| 1956 - 1957 | The Magical World of Disney (Sèrie de TV)                   | Productor - 2 Episodis                                    |
| 1957        | Lapland (Curt documental)                                   | Director                                                  |
| 1957        | Portugal (Curt documental)                                  | Productor                                                 |
| 1958        | Ama Girls (Curt documental)                                 | Productor                                                 |
| 1958        | White Wilderness (Documental)                               | Productor                                                 |
| 1959        | Mysteries of the Deep (Curt documental)                     | Productor associat                                        |
| 1960        | Islands of the Sea (Curt documental)                        | Productor associat                                        |
| 1955 - 1960 | The Magical World of Disney (Sèrie de TV)                   | Director - 2 Episodis                                     |
| 1964        | The Magical World of Disney (Sèrie de TV)                   | Director de seqüència - 1 Episodi                         |
| 1970        | Dad... Can I Borrow the Car? (Curt de TV)                   | Supervisor de producció                                   |
| 1972        | The Magical World of Disney (Sèrie de TV)                   | Supervisor de producció - 1 Episodi                       |
| 1975        | The Best of Walt Disney's True-Life Adventures (Documental) | Productor                                                 |
| 1980        | Mickey Mouse Disco (Curt)                                   | Director                                                  |
| 1984        | DTV: Rock, Rhythm & Blues (Vídeo)                           | Director                                                  |
| 1984        | DTV: Pop & Rock (Vídeo)                                     | Director                                                  |
| 1984        | DTV: Golden Oldies (Vídeo)                                  | Director                                                  |
| 1985        | The Walt Disney Comedy and Magic Revue (Vídeo Curt)         | Director: Vídeo d'arxiu                                   |
| 2000        | Fantasia 2000                                               | Supervisor de producció - segment "L'aprenent de bruixot" |

## Premis
- Òscar al millor curtmetratge documental per Ama Girls el 1958.